# 富邦人壽
富邦人壽保險股份有限公司，簡稱富邦人壽、富壽，是台灣的人壽保險公司，為富邦金融控股旗下子公司之一。總部設於中華民國臺北市信義區富邦信義A25園區。

## 歷史

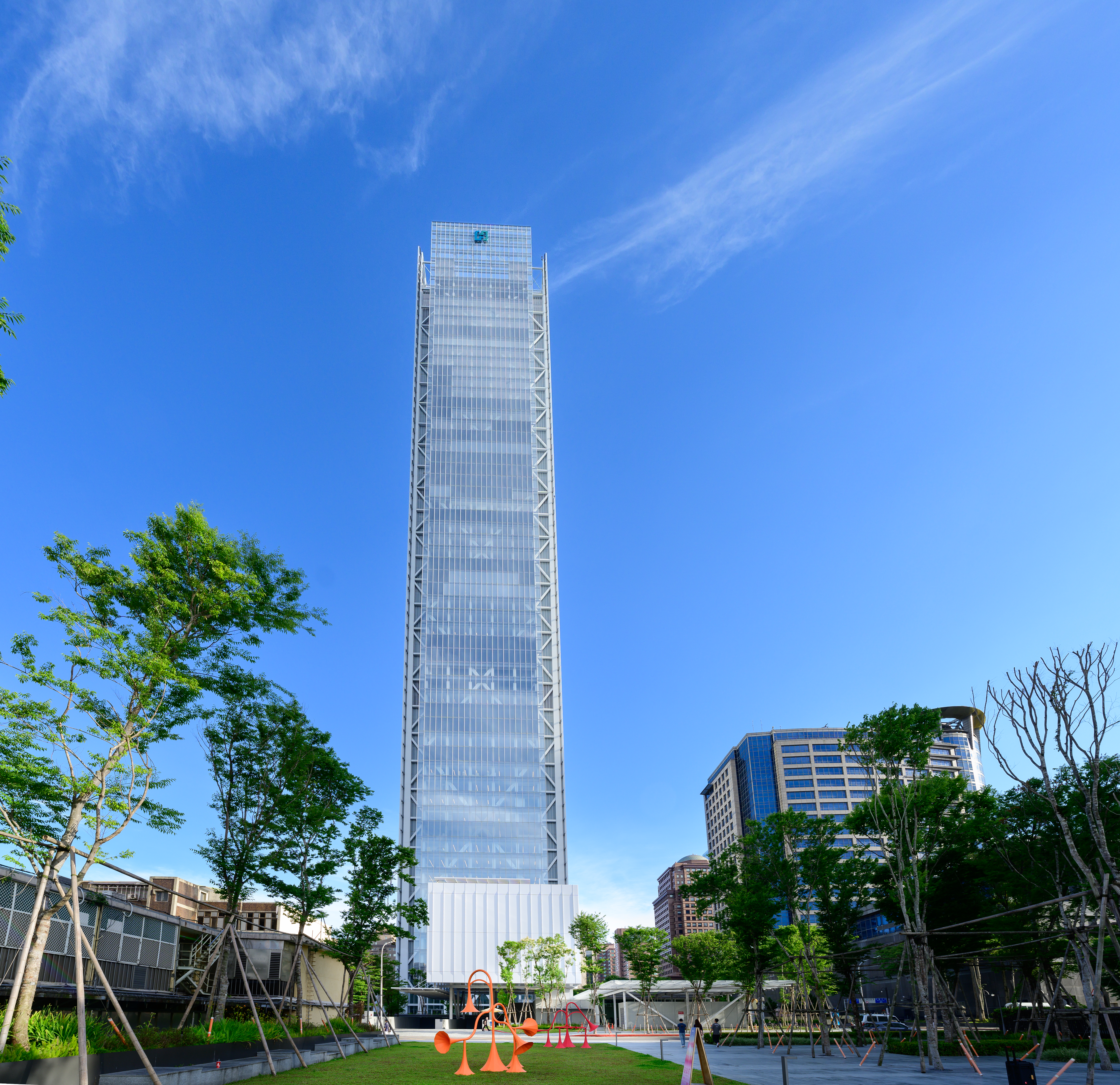
2024年遷入的富邦人壽大樓

- 1987年，安泰人壽成立「美商美國安泰人壽保險股份有限公司臺灣分公司」。
- 1993年，富邦集團成立「富邦人壽保險股份有限公司」。
- 2000年，安泰人壽以約77億美元代價把旗下全球人壽業務和金融服務業務——即Aetna International和Aetna Financial Services——出售給荷蘭國際集團（ING）。
- 2000年7月，安泰人壽合併「美商喬治亞人壽保險股份有限公司台灣分公司」，公司全名未改，品牌改為「ING安泰人壽」。[3]
- 2001年1月1日，富邦人壽合併花旗集團旗下公司「澳大利亞商花旗人壽保險股份有限公司台灣分公司」。
- 2008年10月20日，富邦金控與ING達成交易，富邦金控以6億美元併購安泰人壽[4]。
- 2009年6月1日，安泰人壽與富邦人壽合併基準日，以安泰人壽為存續公司、富邦人壽為消滅公司，安泰人壽更名為「富邦人壽保險股份有限公司」。
- 2009年8月22日，富邦人壽公告以新台幣43億元（約每地坪新台幣116萬元）向劍湖山世界買下耐斯廣場（包含百貨和飯店），並採「售後租回」模式予劍湖山世界繼續經營。
- 2015年6月，富邦人壽計畫以每股5945韓圜認購韓國現代汽車集團旗下現代人壽3,700萬9,000股[5]，取得現代人壽近半股權；於同年12月獲得韓國金融委員會核准，成為現代人壽第2大股東[6]。
- 2016年4月18日，富邦人壽全資子公司香港富邦人壽正式開業，宣示正式進軍香港保險市場[7]。
- 2016年10月14日，富邦人壽宣布冠名贊助大專籃球聯賽[8]。
- 2018年9月14日，富邦人壽宣布，在本年4月董事會通過參與現代人壽增資案後，於本年9月中旬提高現代人壽持股比例至62%並掌握董事會過半席次，正式取得現代人壽控制權，現代人壽更名為富邦現代人壽（朝鲜语：푸본현대생명보험）[9]。
- 2024年7月11日，富邦人壽宣布，總部於同年6月底完成搬遷作業，包括財務、精算、投資、法務、法遵及風控等單位，總計約800名員工進駐富邦信義A25園區，該棟建築命名為「富邦人壽大樓」。[10]。

## 外部連結
- （繁體中文） 富邦人壽 （页面存档备份，存于）
- （繁體中文） 富邦人壽YouTube頻道 （页面存档备份，存于）
- （繁體中文） 富邦人壽Facebook粉絲專頁 （页面存档备份，存于）
- （繁體中文） 富邦人壽網路投保 （页面存档备份，存于）